# 若夫尼涅
49°22′50″N 32°40′58″E / 49.38056°N 32.68278°E
若夫尼內（烏克蘭語：Жовнине）是位於烏克蘭中部的村莊，由切爾卡瑟州佐洛托諾沙區的伊爾克利伊夫市鎮負責管轄。該村面積31.9平方公里，海拔高度114米，2001年人口1,058，人口密度每平方公里382.2人。